# Paraplyceller
Paraplyceller är specialiserade epitelceller belägna ytterst mot urinvägarnas lumen (hålrum) i deras epitel av typen övergångsepitel. Dessa celler är tätt sammanbundna med tight junctions vilket förhindrar urinläckage från urinvägarna ut i den övriga vävnaden. Paraplycellerna och urotelet är tänjbara och tål mekanisk påfrestning, till exempel när urinblåsan tänjs ut av urin. Paraplyceller är mellan 25 och 250 µm i diameter. De kan innehålla en eller två cellkärnor. Paraplycellerna är specialiserade för att skydda underliggande celler mot den hypertona och sura urinen och dess potentiellt cellskadande effekt.